# Спортивна етика
Спортивна етика — це дотримання всіх моральних спортивних цінностей, до складу яких входить: повага до суперника, тобто чесна гра, дотримання спортивних правил, стриманість і слідування внутрішнім моральним принципам, відданість ідеї олімпізму: «Мир серед усіх націй».